# IC 4687
IC 4687 – galaktyka spiralna znajdująca się w konstelacji Pawia w odległości około 250 milionów lat świetlnych od Ziemi. Odkrył ją Royal Frost 1 sierpnia 1904. Galaktyka IC 4687 jest powiązana grawitacyjnie z IC 4686 oraz IC 4689.